# 坂元正幸
坂元 正幸（さかもと まさゆき、1982年1月15日 - ）は日本の政治家、タレント、モデル、郷土史家。大阪府守口市出身。大阪府立淀川工業高等学校卒業。
関西を中心にテレビや雑誌で活躍していた。

## 人物・略歴
- サッカーJ1リーグ、ガンバ大阪のサポーターである。
  - 観戦するために全国のスタジアムを回り、アジアチャンピオンズリーグ等では海外にも行くほどである。
- 趣味は、旅行、乗馬。
- 特技は、サッカー、縮毛矯正。
- 岐阜県白川村にある世界遺産、白川郷がとても好きで、いつも自身が撮影した合掌造り集落全景の写真を持っている。
- 東海道五十七次守口宿マイスターとして、守口宿のPR活動を行っている。
- 2019年の統一地方選挙において大阪維新の会公認で、守口市議会議員選挙に立候補し、初当選[2]。
- 2023年の統一地方選挙において2期目の当選[3]。
- 2024年10月27日投開票の大阪府議会議員補欠選挙で大阪維新の会公認で初当選[4]。

## 出演

### ドラマ
- 蹴鞠師 (関西テレビ)
- 大河ドラマ 平清盛 (NHK)

### テレビ番組
- ゆきこのごっつぉはん (キネット)
- ナンバ壱番館(ABCテレビ)
- ビーバップ!ハイヒール(ABCテレビ)
- いつでも笑みを!(関西テレビ)
- ウソか!?誠か!?(関西テレビ)
- 2時ワクッ!(関西テレビ)
- 痛快!エブリデイ(関西テレビ)
- にっちょび!(関西テレビ)
- おじょママ(関西テレビ)
- ガラパゴス2005(関西テレビ)
- 花モ、嵐モ!!(関西テレビ)
- 芸人魂(関西テレビ)
- F-CUBE 週刊!芸能キング(関西テレビ)
- 快傑えみちゃんねる(関西テレビ)
- マルコポロリ!(関西テレビ)
- ムハハnoたかじん(関西テレビ)
- たかじん胸いっぱい(関西テレビ)
- ごきげんライフスタイル よ〜いドン!(関西テレビ)
- カキューン!!(関西テレビ)
- たかじんのそこまで言って委員会(読売テレビ)
- キスだけじゃイヤッ!(読売テレビ)
- 秘密のケンミンSHOW(読売テレビ)
- 大キングコング 情熱!しゃべり隊!!(読売テレビ)
- ウラマヨ!(関西テレビ)

### CM
- J-PHONE（現ソフトバンクモバイル）
- 日本道路公団
- ミラクリアテレビショッピング
- NTT西日本光ファイバー
- NTT Bフレッツ
- 住吉大社
- Joshin
- ケイオプティコム(eo光テレビ)
- ケイアイホーム
- 綾鷹

### 雑誌
- ぴあ（春限定・夏限定・秋限定・デートぴあ・ふたりのオフタイム）
- 暮らしのデザイン
- ゼクシィ
- こんな時こんな店
- たびえ〜る
- マップルマガジン大阪2008
- POSPAL
- るるぶ 関西テッパンデート本
- SUUMOマガジン
- SUUMO新築マンション
- UR賃貸情報誌SiDiFa
- CLASiL

### VP
- THE SENRI TOWER
- 平和商事
- シャープ携帯電話SH-07B
- 野中製作所「ワールド NEXT ONE」
- JTB (LOOK JTBのここがマル)

### スチール
- マルマン
- JTB (LOOK JTBのここがマル)

### イベント
- 住吉大社 ブライダル
- ニューアルカイックホテル
- パナソニック イベント
- 京都ウェスティンホテル ブライダルショー
- 高津理容美容専門学校ヘアーフェスティバル